# Andy Halls
Andrew Thomas Halls (sinh ngày 20 tháng 4 năm 1992) là một cầu thủ bóng đá người Anh thi đấu cho Guiseley ở vị trí hậu vệ.

## Sự nghiệp câu lạc bộ

### Stockport County
Sinh ra ở Urmston, Greater Manchester, Halls có màn ra mắt đội chính cho Stockport County ngày 11 tháng 4 năm 2009 trong thất bại 1–0 trước Leeds United. Vào tháng 5 năm 2011 anh được đề nghị một bản hợp đồng mới 1 năm từ câu lạc bộ  vào tháng 7 năm 2011.
Anh được đề nghị thêm một bản hợp đồng nữa vào tháng 5 năm 2012.
Halls ghi bàn thắng chuyên nghiệp đầu tiên trong thất bại 4–3 trước Southport ngày 1 tháng 12 năm 2012.

### Macclesfield Town
Ngày 17 tháng 8 năm 2013 Halls ký hợp đồng với đội bóng Conference National Macclesfield Town sau khi bị giải phóng bởi Stockport cuối mùa giải trước.

## Thống kê sự nghiệp

### Câu lạc bộ
Tính đến 15 tháng 7 năm 2017
| Câu lạc bộ          | Mùa giải               | Giải vô địch           | Giải vô địch | Giải vô địch | Cúp FA  | Cúp FA    | Cúp Liên đoàn | Cúp Liên đoàn | Khác    | Khác      | Tổng    | Tổng      |
| Câu lạc bộ          | Mùa giải               | Hạng đấu               | Số trận      | Bàn thắng    | Số trận | Bàn thắng | Số trận       | Bàn thắng     | Số trận | Bàn thắng | Số trận | Bàn thắng |
| ------------------- | ---------------------- | ---------------------- | ------------ | ------------ | ------- | --------- | ------------- | ------------- | ------- | --------- | ------- | --------- |
| Stockport County    | 2008–09                | Giải vô địch One       | 5            | 0            | 0       | 0         | 0             | 0             | 0       | 0         | 5       | 0         |
| Stockport County    | 2009–10                | Giải vô địch One       | 11           | 0            | 0       | 0         | 0             | 0             | 1       | 0         | 12      | 0         |
| Stockport County    | 2010–11                | Giải vô địch Two       | 19           | 0            | 0       | 0         | 1             | 0             | 0       | 0         | 20      | 0         |
| Stockport County    | 2011–12                | Conference Premier     | 29           | 0            | 0       | 0         | ---           | ---           | 0       | 0         | 29      | 0         |
| Stockport County    | 2012–13                | Conference Premier     | 34           | 1            | 1       | 0         | ---           | ---           | 0       | 0         | 35      | 1         |
| Stockport County    | Tổng cộng Stockport    | Tổng cộng Stockport    | 98           | 1            | 1       | 0         | 1             | 0             | 1       | 0         | 101     | 1         |
| Macclesfield Town   | 2013–14                | Conference Premier     | 37           | 0            | 4       | 0         | ---           | ---           | 0       | 0         | 41      | 0         |
| Macclesfield Town   | 2014–15                | Conference Premier     | 37           | 0            | 0       | 0         | ---           | ---           | 0       | 0         | 37      | 0         |
| Macclesfield Town   | 2015–16                | National League        | 41           | 0            | 1       | 0         | ---           | ---           | 0       | 0         | 42      | 0         |
| Macclesfield Town   | 2016–17                | National League        | 37           | 1            | 3       | 0         | ---           | ---           | 0       | 0         | 40      | 1         |
| Macclesfield Town   | Tổng cộng Macclesfield | Tổng cộng Macclesfield | 152          | 1            | 8       | 0         | ---           | ---           | 0       | 0         | 160     | 2         |
| Chester             | 2017–18                | National League        | 0            | 0            | 0       | 0         | ---           | ---           | 0       | 0         | 0       | 0         |
| Tổng cộng sự nghiệp | Tổng cộng sự nghiệp    | Tổng cộng sự nghiệp    | 250          | 2            | 9       | 0         | 1             | 0             | 1       | 0         | 261     | 2         |

1. ↑  Appearance ở Football League Trophy